# Agroindustrias del Norte
Agroindustrias del norte es un grupo empresarial creado en 1969 por empresarios sinaloenses. Integra cuatro unidades de negocio: Innovación Agrícola, Financiera Agrícola del Norte, AgroTrade y LogicPro,  a través de las cuales integran estrategias, productos y asesoría para el desarrollo de la actividad agrícola.
El centro de sus operaciones se encuentra en la ciudad de Culiacán, Sinaloa. Es bien reconocida en la región por su icónica marca gráfica de un gallo rojo. 
Su enfoque es promover la agricultura sustentable con responsabilidad social, por lo que ha sido reconocida por Súper Empresas, Las Mejores Empresas Mexicanas, Empresa Socialmente Responsable, y Great Place to Work.

## Unidades de negocio

### Innovación Agrícola
Innovación Agrícola es la marca comercial enfocada a ofrecer productos y asesoría para atender todas las etapas en la producción de cultivos. Su catálogo de productos tiene un total de 1100 en las líneas de Fertilizantes, Agroquímicos, Semillas, Insumos y Bioagricultura, de acuerdo a las necesidades de los cultivos.
Tienen alianzas con proveedores de más de 24 países en todo el mundo y distribuyen sus productos en sus sucursales.
Principales proveedores: Bio HumaNetics, Daam, Arysta Lifescience, Dow Agrosciences, FMC, Sygenta, SQM, Yara, Plantoria, Netafim, Monsanto, entre otras.
Cuentan con 37 sucursales a lo largo del país en las regiones Norte, Pacífico y El Bajío de México y más de 160 técnicos brindando asesoría técnica en el campo mexicano.

### Financiera Agrícola del Norte
Unidad de negocios que brinda financiamiento a productores de maíz y sorgo a través de créditos agrícolas. El apoyo está enfocado a proporcionar insumos, semillas y asesoría técnica durante el periodo de producción.

### Agrotrade
Es la unidad de negocios que se especializa en el comercio exterior para el sector agroindustrial a gran escala. Trabaja directamente con los fabricantes y productores alrededor del mundo, y ofrece servicios a mayoristas y usuarios finales en México, a través de la gestión de operaciones de compraventa.

### Logicpro
Está enfocado a la gestión de inventarios, almacenamiento y envasado de insumos para el campo y otros productos no comestibles.

## Historia
- 1969. Agroindustrias del Norte fue fundada después de la adquisición de una subsidiaria de FMC.

- 1980. Expansión de sucursales a lo largo del estado de Sinaloa.

- 2000. Nace la marca propia Línea Platinum como división de productos genéricos para la agricultura.

- 2001. Nueva división Fertilizantes

- 2002. División Nueva Nutrición

	Un total de 9 sucursales operando en el estado de Sinaloa.
- 2003. Inicio de operaciones en el estado de Sonora.

	Creación del área Investigación y Desarrollo
	Nacen las divisiones Semillas para granos y Residuo Cero
- 2004. Apertura del centro de distribución en Culiacán

	Apertura de planta de maquila y producción 
	Nueva división Insumos e Irrigación
	Incorporación de servicios logísticos
- 2005. Expansión de sucursales en el estado de Baja California Sur.

- 2006. Inicio de operaciones en Chihuahua y Guanajuato

	Nueva división Manejo de Suelos
- 2010. Agroindustrias del Norte en su totalidad generó ingresos que superaron los mil millones de pesos. Nueva división Semillas para hortaliza

	Expansión de sucursales a Jalisco y Nayarit
	Apertura de los centros de distribución en Ruiz Cortines y Mazatlán 
- 2011. Un total de 20 sucursales de Innovación Agrícola operando en los estados de Sinaloa, Sonora, Baja California, Chihuahua, Nayarit y Jalisco.

- 2014. Tres nuevas sucursales en Caborca, Sonora; Ciudad Constitución, BCS e Irapuato, Guanajuato.

	Nueva marca propia de productos de bioagricultura, Plantoria. 
- 2015. Cinco nuevos puntos de venta en El Carrizo, Sinaloa; Guaymas, Sonora; Ensenada, Baja California; Colima, Colima y Vizcaíno, BCS.

	Nace programa Buena Siembra.